# Lampenberg
Lampenberg es una comuna suiza del cantón de Basilea-Campiña, situada en el distrito de Waldenburgo. Limita al noroeste con la comuna de Bubendorf, al noreste y este con Hölstein, y al suroeste y oeste con Niederdorf.

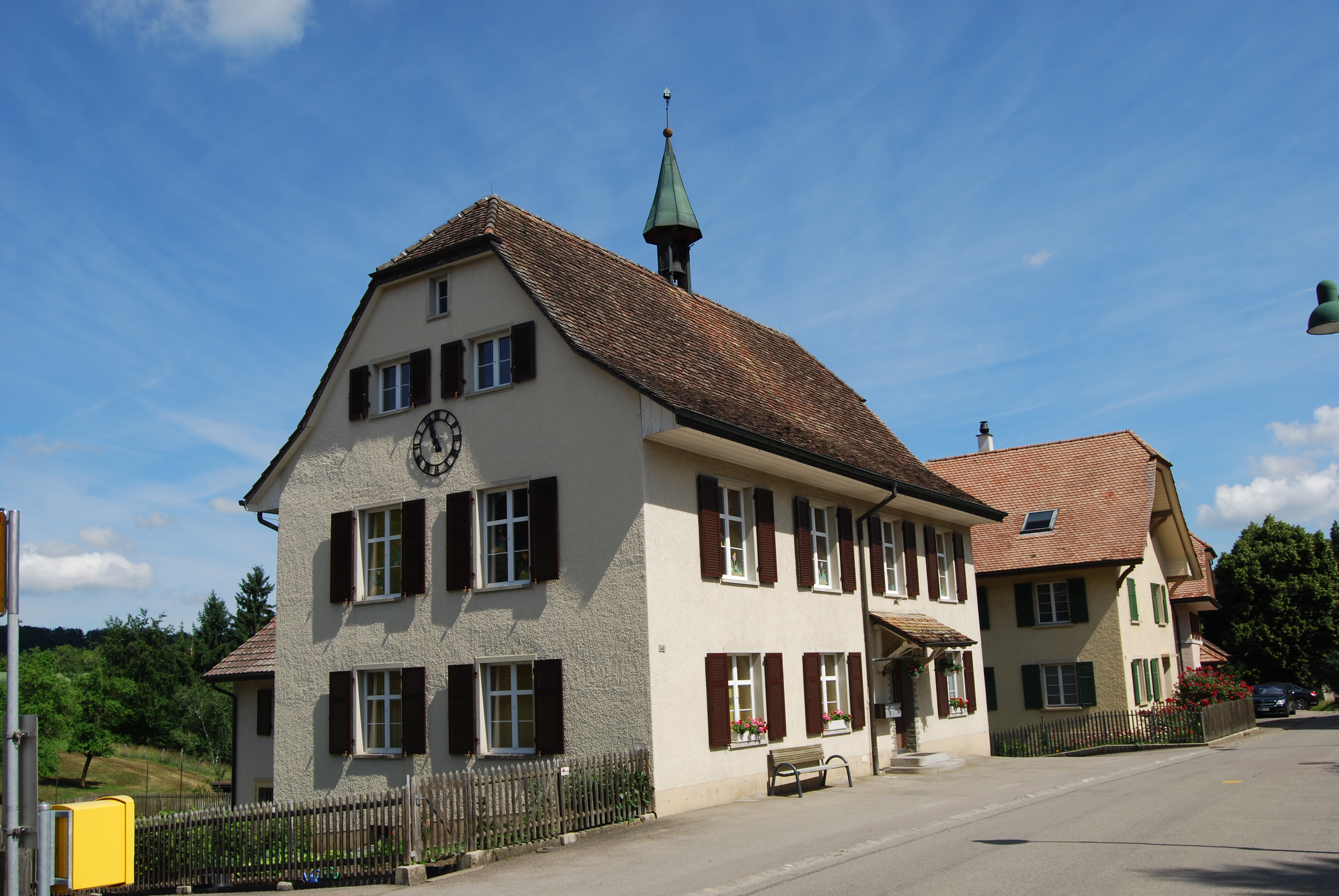
Lampenberg.